# Johann Nikolaus Ritter

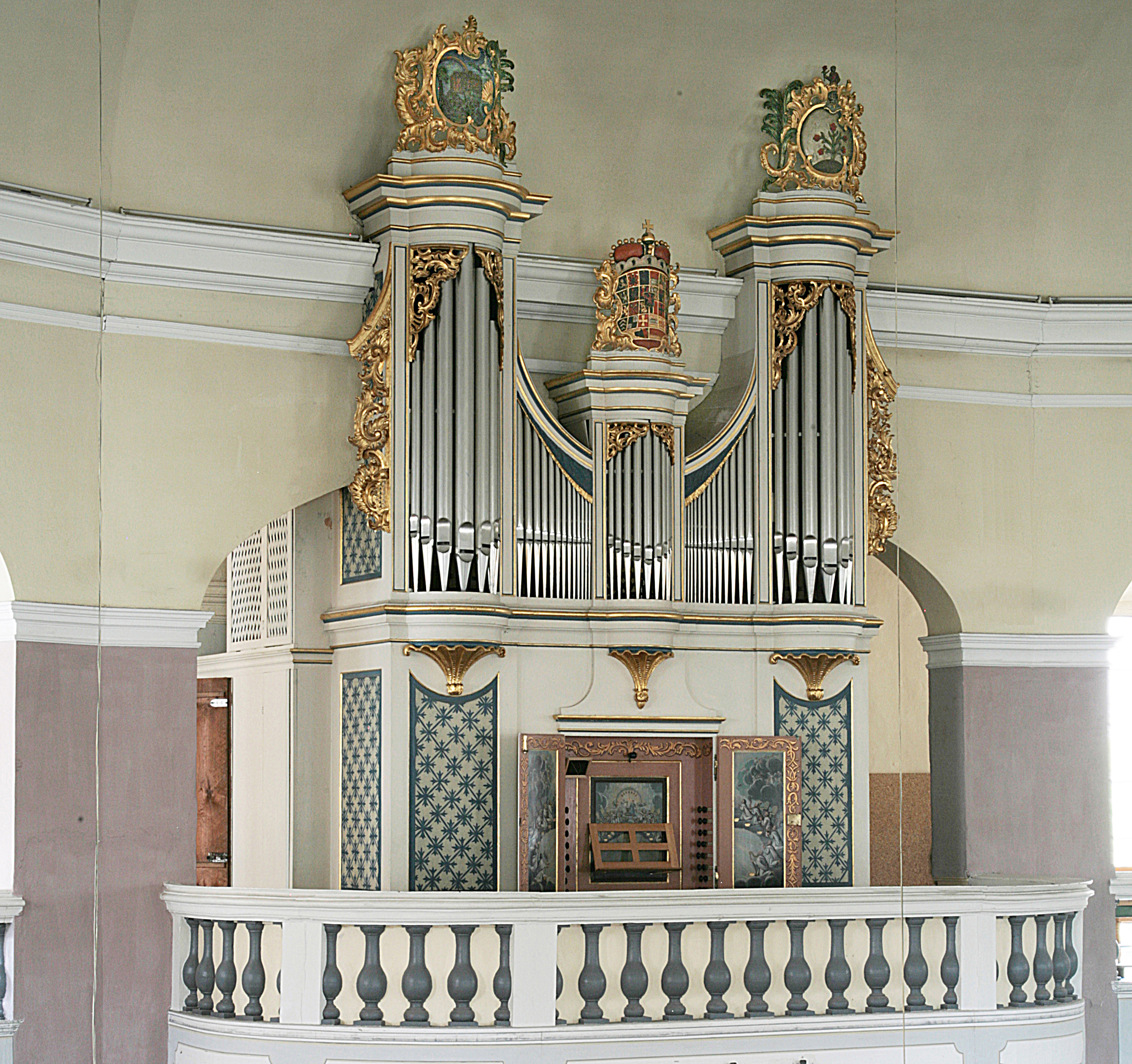
Orgel der Hugenottenkirche Erlangen (1764)

Johann Nikolaus Ritter (* 26. März 1702; † 28. Februar 1782 in Erlangen) war ein deutscher Orgelbauer.
Ritter lernte in seiner Lehr- und Gesellenzeit um 1726 bei Christian Müller in Amsterdam, ab 1732 bei Tobias Heinrich Gottfried Trost und bei Gottfried Silbermann.
1739 ließ er sich mit seinem Partner Johann Jakob Graichen in Hof nieder. Zwei Jahre später durften sie sich als Hoforgelbauer des Hochfürstlich-Brandenburgisch-Culmbachischen Hofes bezeichnen. Von den gemeinsam gebauten Orgeln sind fünf Prospekte erhalten: In Berg, Benk, Neustädtlein, Beiersdorf und Nemmersdorf. Die Handschrift G. Silbermanns zeigt sich nicht nur an der äußeren Machart, sondern auch in der Disposition. Bis zum Tod Graichens 1760 firmierten beide unter Graichen & Ritter.
Ab 1765 übernahm beider Lehrling Friedrich Heidenreich dann die Geschäftsführung bis zu seinem Tod 1819.
Das einzige erhaltene Spielwerk befindet sich in der Evangelisch-reformierten Hugenottenkirche in Erlangen (1764), im Jahr 2006 restauriert durch Johannes Rohlf.  Diese Orgel baute Ritter gemeinsam mit seinem Gesellen Friedrich Heidenreich. Nach 1765 zog er sich langsam aus dem aktiven Orgelbau zurück und verbrachte seinen Lebensabend in Erlangen.